# Saint-Cirq-Lapopie
Die französische Gemeinde Saint-Cirq-Lapopie liegt im Département Lot in der Region Okzitanien. Obwohl der Ort nur 204 Einwohner (Stand 1. Januar 2022) zählt, ist er eine der bekanntesten Stätten des Lot-Tals. Er liegt auf den Klippen des linken Lot-Ufers, fast 100 Meter oberhalb des Flusses, im Zentrum des Regionalen Naturparks Causses du Quercy.
Durch Saint-Cirq-Lapopie führt die Célé-Variante des französischen Jakobsweges Via Podiensis. Diese Variante ist als Fernwanderweg GR 651 gekennzeichnet.

## Geografie
Saint-Cirq-Lapopie liegt am südwestlichen Rand des Zentralmassivs auf den Klippen des linken Lot-Ufers, circa einen Kilometer vor der Mündung des Célé in den Lot.
Die nächste Stadt ist Cahors, die man durch das Tal des Lot in westlicher Richtung über die D662, D663 nach circa 34 Straßenkilometern erreicht. Die nächsten französischen Großstädte sind Toulouse (97 km) im Süden, Bordeaux (184 km) im Nordwesten und Montpellier (200 km) im Südosten.

## Geschichte
Das Gebiet um Saint-Cirq-Lapopie war in den ältesten schriftlichen Erwähnungen im Besitz der Familie Cardaillac. Im Jahre 1229 erwarb Bertrand de Cardaillac das Land von Graf Raimund VII. von Toulouse. Einer seiner Nachfolger übernahm 1395 die Burg von Saint-Cirq-Lapopie und begründete die Linie der Barone von Cardaillac Saint Cirq. Später teilten sich drei Familien die Herrschaft über den Ort: die Familien Lapopie, Gourdon und Cardaillac. Im 16. Jahrhundert übernahm Hebrard de Saint-Sulpice, Bischof von Cahors, die Macht.
Im Hundertjährigen Krieg wurde Saint-Cirq-Lapopie belagert und schließlich durch Verrat eingenommen. 1471 wurden auf Befehl Ludwig XI. die Wehranlagen geschleift. Während der Religionskriege ließ Heinrich von Navarra, der spätere König Heinrich IV., auch noch den Rest zerstören. Saint-Cirq-Lapopie wurde jedoch wieder aufgebaut und seine Bewohner spezialisierten sich auf das Drechseln von Hähnen und anderen Gegenständen. In der Blütezeit lebten 1500 Personen von diesem Handwerk.

### Bevölkerungsentwicklung
| Jahr      | 1962 | 1968 | 1975 | 1982 | 1990 | 1999 | 2011 | 2018 |
| Einwohner | 221  | 191  | 167  | 179  | 187  | 207  | 218  | 198  |

## Jakobsweg (Via Podiensis)
Im Mittelalter existierte in Saint-Cirq-Lapopie ein Hospiz für die Pilger. Heute gibt es im Ort eine Pilgerherberge (französisch: Gîte d’étape), mehrere Hotels und Privatzimmer (französisch: Chambre d’hôtes), sowie einen Campingplatz. Die Célé-Variante (Fernwanderweg GR 651) führt weiter über die Causses du Quercy nach Concots, bevor sie sich bei dem Weiler Bach, zwischen Limogne-en-Quercy und Varaire wieder mit dem GR 65 vereinigt um danach Cahors zu erreichen.
Als Straßenverbindung führt die D42 nach Concots. Die alternative Straßenverbindung folgt dem Lot-Tal über die D662 und D663 direkt nach Cahors.

## Sehenswürdigkeiten
- Saint-Cirq-Lapopie wurde von der Vereinigung Les plus beaux villages de France zu einem der schönsten Dörfer Frankreichs erklärt.[3] Den durch die Ruinen der ehemaligen Burg überragten und von einer Stadtmauer umschlossenen Ort betritt man durch befestigte Tore. Die steilen Gassen des Ortes sind geprägt durch ziegelgedeckte Giebelhäuser aus dem 13. bis 16. Jahrhundert. Viele Künstler haben sich im Dorf niedergelassen und bieten ihre Erzeugnisse an. Am Fuße des Felsens Lapopie erinnern Mühlen, Schleusen und der Hafen sowie der Leinpfad an die Zeit der florierenden Binnenschifffahrt auf dem Lot.
- Die romanische Kirche aus dem 12. Jahrhundert steht unterhalb der Burgruine. Der quadratische Glockenturm und die Apsis stammen noch aus jener Zeit. Im 16. Jahrhundert wurde die Kirche umgebaut.
- Die Kapelle Sainte-Croix.
- Die Wassermühle am Fuß des Felsens Lapopie wurde bereits 1317 urkundlich erwähnt. Heute enthält sie noch Teile aus dem 15. Jahrhundert. Der überwiegende Teil der Mühle datiert allerdings aus der letzten Renovierung im frühen 18. Jahrhundert.
- Das Musée Rignault zeigt Wechselausstellungen mit zeitgenössische Kunst. Émile Joseph-Rignault, Maler und Kunstsammler, stiftete 1946 sein Wohnhaus dem Generalrat des Départements Lot.
- La Maison Daura, das Haus des Malers Pierre Daura, wurde von dessen Tochter Martha dem Regionalrat der Region Midi-Pyrénées zur Verfügung gestellt, um jungen Künstlern Ausstellungsmöglichkeiten für ihre Werke zu bieten.

## Persönlichkeiten
- Henri Martin (1860–1943), der französische, post-impressionistische Maler, wohnte zeitweise in Saint-Cirq-Lapopie.
- André Breton (1896–1966), der Schriftsteller lebte zeitweise in Saint-Cirq-Lapopie.
- Pierre Daura (1896–1976), der Maler lebte hier abgeschieden in dem restaurierten Hospiz aus dem 13. Jahrhundert.
- Émile Joseph-Rignault (1874–1962), der Maler, Kunstsammler und Mäzen lebte hier.
- Roger Whittaker (1936–2023), britischer Musiker, lebte hier.